# 李記帝
李記帝（韓語：이기제，1991年7月9日—），出生於南韓濟州市，南韓職業足球運動員，司職左閘，曾經效力日職聯球會清水心跳，現效力於K聯賽1球會水原三星藍翼。韓國國家男子足球隊成員。

## 球員生涯

### 清水心跳
李記帝在2007年至2009年期間就讀於昌原機械工業高等學校，畢業後入讀東國大學。他在2012年加盟日職聯球會清水心跳，在加盟的首個球季為2012年球季，他加盟不久便站穩正選左閘位置，34場聯賽中上陣33場，全數均為正選上陣。在2012年6月6日的日本聯賽盃對札幌岡薩多的賽事中，在5分鐘為球隊攻入一球，助球隊作客以4:0大勝對手，這個入球是他加盟清水心跳後取得的首個入球。他在首個球季已展示出他優秀的攻擊力，全季共為隊友助攻7次。
經過一個受重用的球季後，2013年球季日職聯，他的上陣時間大幅減少，聯賽上陣次數與上季相比足足減了一半，上陣17場中有16場為正選。不過，在2013年5月11日聯賽作客對升班馬甲府風林的賽事中，李記帝在下半場59分鐘先開紀錄，助球隊以2:0取勝。李記帝希望可以到國際球壇闖一番事業，在2013年夏天曾前往德甲球會奧格斯堡的集訓營中試腳，但最終失敗而回，李記帝返回清水心跳。返回球隊後，他已經失去位置，在9月14日踢完對名古屋鯨魚的賽事後，便沒有再獲安排上陣。
在2014年球季，他的上陣情況更為慘淡，全季只獲安排上陣8場。2014年7月，李記帝曾前往美職聯球會華盛頓聯隊試腳，但最終雙方未有簽約。同樣地，在返回球會後便再得不到上陣機會。

### 紐卡素噴射機
經過兩個不如意的球季後，李記帝已決心轉會。2015年2月2日，紐卡素噴射機官方宣布簽入自由身的李記帝，合約為期4個月，據悉，由於噴射機在聯賽表現差劣，會方希望簽入新球員改善戰績。事實上，球會較早前已從西悉尼流浪者羅致中堅丹尼爾·穆倫，噴射機領隊形容李記帝是一個充滿活力、強壯和勤奮的球員，必定能為球隊帶來新的衝擊。而李記帝亦表示對加盟感到興奮，因為早聞澳職是一個很具規模和質素的聯賽，亦希望自己能接受新的挑戰，以及嘗試足球風格和文化都完全不同的澳洲足球。
李記帝加盟後立即獲安排正選上陣，在他加入球隊前，球隊曾在1月24日作客以0:7大敗予勁旅阿德萊德聯，而球隊的防守被大肆抨擊。李記帝憑藉不俗的速度和強壯的身體，為噴射機加強防守能力以及增強了側擊能力。2月6日主場不敵布里斯班獅吼1:2的聯賽中首度亮相，但只是後備上陣1分鐘。在2月14日主場對西悉尼流浪者的賽事中首度獲安排正選兼踢足全場，在這場賽事中李記帝助攻助守，為對方產生不少威脅。在下半場補時階段，李記帝中路將球吊入禁區產生混亂，西悉尼流浪者防守球員在混戰中犯手球，噴射機搏得12碼並由李記帝操刀，他左腳勁射向龍門上方破網，為球隊追成1:1並搶得寶貴一分。李記帝首次正選上陣並取得入球，他入球後將球抱入懷中並豎起及親吻自己的拇指慶祝。
李記帝加盟後，噴射機的表現有明顯改善，他的首三場正選賽事中皆協助球隊力保不敗之身。3月21日聯賽作客再戰西悉尼流浪者時，他在臨完上半場前在左路疊瓦式跑動後接應隊友傳球左腳抽射掛網，為球隊擴大比數至2:0，最終球隊以2:1擊敗對手，為球隊取得近11場聯賽中的首勝。這場勝仗是球隊在聯賽取得的第二勝，亦是球隊2015年的首勝。